# Peter Pan: Neue Abenteuer in Nimmerland
Peter Pan: Neue Abenteuer in Nimmerland (engl.: Return to Never Land, auch Peter Pan in Return to Neverland) ist ein US-amerikanischer Zeichentrickfilm der Walt Disney Studios. Bei dieser Fortsetzung des Filmes Peter Pan aus dem Jahr 1953 führten Robin Budd und Donovan Coock Regie.
Der Film wurde in den USA am 15. Februar 2002 veröffentlicht. Die Premiere in Österreich war am 19. August 2002, in Deutschland erst am 19. September 2002. Am 20. März 2003 erschien der Film in den deutschsprachigen Ländern auf DVD, am 15. November 2012 auf Blu-Ray, beide bei Walt Disney Studios Home Entertainment.

## Inhalt
Wendy ist mittlerweile erwachsen und hat selbst eine Tochter namens Jane und einen kleinen Sohn namens Daniel. Sie erzählt den beiden begeistert Geschichten von Peter Pan und Nimmerland, da sie als Kind selbst einmal dort war. Dann beginnt der Zweite Weltkrieg und Janes und Daniels Vater muss als Soldat in den Krieg ziehen. Der Krieg verwandelt Wendys Tochter Jane in eine Realistin, ein Mädchen, das auf Geschichten und Spaß verzichtet, solange bis London in sich zusammenfällt. Daniel ist aber noch immer ein begeisterter Zuhörer der Peter-Pan-Geschichten seiner Mutter, was Jane nicht nachvollziehen kann. Da es in London zu gefährlich ist, ordnet die Regierung an, alle Kinder aufs Land zu verschicken, was Wendy Jane mitteilt, worauf Jane entsetzt und traurig ist. Peter Pans Erzfeind Käpt’n Hook lässt die kleine Jane von seinem Assistenten Smee ins Fantasiereich Nimmerland entführen, der sie irrtümlich für Wendy hält, um sich an Peter Pan, der Fee Naseweis und den verwunschenen Jungs zu rächen, nachdem sie ihn um seinen Schatz gebracht hatten. Peter Pan rettet sie. Nun kann Jane nicht nach Hause zurückfliegen, solange sie nicht an Feen glaubt. Bei einem Spiel namens „Schatzsuche“ liefert Jane Peter und die verwunschenen Jungs an Hook aus, nachdem sie vorher Nimmerland hatte verlassen wollen und einen Vertrag Hooks, der sie dafür benutzt hat, um an Peter Pan zu kommen, unterzeichnet hat. Dadurch, dass Jane nicht an Feen glaubt, beginnt das Licht von Naseweis zu erlischen. Jane bereut das sehr und rettet Peter und die verwunschenen Jungs. Sie glaubt nun an Feen, was Naseweis rettet. Naseweis sorgt dafür, dass Jane fliegen kann und Hook stürzt ins Meer, wo er von einem großen Kraken, der ihn fressen will, gejagt wird. Jane kehrt nach Hause zurück. Peter folgt ihr und sieht Wendy endlich wieder. Schließlich kehrt Janes und Daniels Vater nach Hause zurück.

## Musik
Für den Film wurden mehrere Lieder geschrieben. Zum einen So Sehr, komponiert von Jonatha Brooke und im Deutschen gesungen von Nena, das in drei verschiedene Versionen übersetzt wurde: Eine Kurzversion, die zu Beginn des Films zu hören ist, eine Reprise, zu hören gegen den Höhepunkt des Films, und eine Vollversion, die im Abspann verwendet wird. Yohoho, Ein Guter Plan wurde geschrieben von Randy Rogel und Was Halt Verwunsch'ne Jungs So Tun stammt von der Band They Might Be Giants.
Das Lied Im Dunkel Leuchtet Ein Stern aus dem Originalfilm wird von Nena gecovert. Der Soundtrack enthält auch ein Cover von Do You Believe in Magic? von BBMak. Die Endtitelversion von So Sehr wurde von Stewart Levine produziert.
- Im Dunkel Leuchtet Ein Stern (Original: The Second Star to the Right) – gesungen von Nena
- So Sehr (Original: I'll Try) mit Reprise – gesungen von Nena
- Yohoho, Ein Guter Plan (Original: Here We Go Another Plan) – gesungen von Smee
- Was Halt Verwunsch'ne Jungs So Tun (Original: So to Be One of Us) mit Reprise – gesungen von Peter Pan, Jane, und die verfluchten Jungs
- So Sehr (Abspann) (Original: I'll Try – End Credits) – gesungen von Nena

## Rezeption
Peter Pan: Neue Abenteuer in Nimmerland spielte weltweit knapp 75 Millionen US-Dollar ein. 48.423.368 US-Dollar entfielen dabei auf Amerika, 26,5 Mio. Dollar auf Übersee. Das Budget für den Film betrug nach Schätzungen etwa 20.000.000 US-Dollar.

„Uninspirierter Nachfolgefilm des berühmten Walt-Disney-Trickfilmklassikers Peter Pan's heitere Abenteuer" aus dem Jahr 1953, der die dünne Handlung mit wenig überzeugenden Charakteren, mäßigen Liedern und einer fragwürdigen Rahmenhandlung unterfüttert.“